# Les Moëres (Belgique)
Pour les articles homonymes, voir Les Moëres et Les Moëres (Nord).
Les Moëres (De Moeren en néerlandais) est une section de la ville belge de Furnes située en Région flamande dans la province de Flandre-Occidentale. C'était une commune à part entière avant la fusion des communes de 1971 quand elle fut intégrée dans la commune de Houthem avant de devenir une section de Furnes en 1977.

## Démographie
118 habitants (2022)

### Évolution démographique
- Sources : INS, Rem. : 1831 jusqu'en 1970 = recensements[2].